# Gleisweiler
Gleisweiler (palat. Glääswoiler) – miejscowość i gmina w Niemczech, w kraju związkowym Nadrenia-Palatynat, w powiecie Südliche Weinstraße, wchodzi w skład gminy związkowej Edenkoben. Do 30 czerwca 2014 wchodziła w skład gminy związkowej Edenkoben.